# محمد سالم (بازیکن فوتبال، زاده ۱۹۴۰)
محمد سالم (انگلیسی: Mohamed Salem; ۲۴ مهٔ ۱۹۴۰ – ۴ مهٔ ۲۰۰۸) بازیکن فوتبال اهل الجزایر بود.
از باشگاه‌هایی که در آن بازی کرده‌است می‌توان به باشگاه فوتبال سدان و باشگاه فوتبال مولودیه وهران اشاره کرد.
وی همچنین در تیم ملی فوتبال الجزایر بازی کرده‌است.